# 東経56度線
東経56度線（とうけい56どせん）は、本初子午線面から東へ56度の角度を成す経線である。北極点から北極海、ヨーロッパ、アジア、インド洋、南極海、南極大陸を通過して南極点までを結ぶ。
カザフスタンとウズベキスタンの国境の一部は東経56度線である。
東経56度線は、西経124度線と共に大円を形成する。

## 通過する地域一覧
東経56度線は、北極点から南極点まで南に向かって以下の場所を通っている。
| 地理座標                                             | 国土・領土・領海                    | 備考 |
| ---------------------------------------------------- | ----------------------------------- | --- |
| 北緯90度0分 東経56度0分 / 北緯90.000度 東経56.000度  | 北極海                              | |
| 北緯81度18分 東経56度0分 / 北緯81.300度 東経56.000度 | ロシア                              | ジャクソン島（英語版）、ソールズベリー島（英語版）、チャンプ島、アルジャー島、マック＝クリントク島（ゼムリャフランツァヨシファ）                       |
| 北緯80度4分 東経56度0分 / 北緯80.067度 東経56.000度  | バレンツ海                          | |
| 北緯75度11分 東経56度0分 / 北緯75.183度 東経56.000度 | ロシア                              | セヴェルヌィ島、ユージヌィ島（ノヴァヤゼムリャ） |
| 北緯72度46分 東経56度0分 / 北緯72.767度 東経56.000度 | カラ海                              | |
| 北緯71度21分 東経56度0分 / 北緯71.350度 東経56.000度 | ロシア                              | ユージヌィ島（ノヴァヤゼムリャ） |
| 北緯70度34分 東経56度0分 / 北緯70.567度 東経56.000度 | バレンツ海                          | ペチョラ海（英語版） |
| 北緯68度38分 東経56度0分 / 北緯68.633度 東経56.000度 | ロシア                              | |
| 北緯50度42分 東経56度0分 / 北緯50.700度 東経56.000度 | カザフスタン                        | |
| 北緯45度0分 東経56度0分 / 北緯45.000度 東経56.000度  | カザフスタンと ウズベキスタンの国境 | |
| 北緯41度19分 東経56度0分 / 北緯41.317度 東経56.000度 | トルクメニスタン                    | |
| 北緯38度4分 東経56度0分 / 北緯38.067度 東経56.000度  | イラン                              | |
| 北緯27度5分 東経56度0分 / 北緯27.083度 東経56.000度  | ペルシャ湾                          | クラレンス海峡（英語版） |
| 北緯26度57分 東経56度0分 / 北緯26.950度 東経56.000度 | イラン                              | ゲシュム島 |
| 北緯26度45分 東経56度0分 / 北緯26.750度 東経56.000度 | ペルシャ湾                          | ホルムズ海峡 |
| 北緯25度52分 東経56度0分 / 北緯25.867度 東経56.000度 | アラブ首長国連邦                    | |
| 北緯24度58分 東経56度0分 / 北緯24.967度 東経56.000度 | オマーン                            | 約9km |
| 北緯24度53分 東経56度0分 / 北緯24.883度 東経56.000度 | アラブ首長国連邦                    | 約4km |
| 北緯24度51分 東経56度0分 / 北緯24.850度 東経56.000度 | オマーン                            | |
| 北緯24度7分 東経56度0分 / 北緯24.117度 東経56.000度  | アラブ首長国連邦                    | 約6km |
| 北緯24度4分 東経56度0分 / 北緯24.067度 東経56.000度  | オマーン                            | |
| 北緯17度55分 東経56度0分 / 北緯17.917度 東経56.000度 | インド洋                            | クリアムリア湾（英語版） |
| 北緯17度31分 東経56度0分 / 北緯17.517度 東経56.000度 | オマーン                            | ハラニヤート島（英語版）（クリアムリア諸島） |
| 北緯17度29分 東経56度0分 / 北緯17.483度 東経56.000度 | インド洋                            | ラ・ディーグ島とフリゲート島（英語版）（ セーシェル）のすぐ東を通過 コエティヴィー島（英語版）（ セーシェル）のすぐ西を通過 レユニオン島のすぐ東を通過 |
| 南緯60度0分 東経56度0分 / 南緯60.000度 東経56.000度  | 南極海                              | |
| 南緯66度10分 東経56度0分 / 南緯66.167度 東経56.000度 | 南極大陸                            | オーストラリア南極領土（ オーストラリアが領有権主張）                                                                                                  |